# Корсары: Город потерянных кораблей
«Корсары: Город потерянных кораблей» (англ. Age of Pirates 2 — City of Abandoned Ships) — компьютерная игра в жанре action/RPG, разработанная компанией «Акелла» и выпущенная в России в 2007 году. Следующей частью серии является «Корсары: Каждому своё» 2012 года.
В 2017 году игра была выпущена в цифровом виде в GOG и Steam.

## Игровой процесс
Игра начинается 1 января 1665 года. У двух персонажей — обычное начало, оставшееся ещё от «Корсары: Возвращение легенды», а третий — Питер Блад, ирландский врач, которому ещё предстоят многие трудности, прежде чем попасть на обширные территории Карибского моря. С ним игра начинается в одном из поместий Англии. Он прибыл туда, чтобы излечить больного. Ему помогает его помощник, а позже и штурман — Джереми Питт. После приключений в поместье нас переносит на плантации Барбадоса, откуда мы и начнём наш путь в пиратскую карьеру. После приключений в городе мы захватываем фрегат «Синко Льягас», и тут-то начинается пиратская жизнь. В игре, по сравнению с предыдущими играми серии, изменено фехтование, некоторые аспекты управления и так далее.
Игрок может выбрать одного из трёх разных персонажей. У каждого есть отдельная сюжетная линия и класс.
Как и в предыдущих играх, в игре много мечей и ружей, каждое из которых имеет свои особенности.
Чтобы добиться успеха, персонаж игрока должен развить семь основных качеств. Это «новая ролевая система игры про пиратов».
Как и в предыдущих играх, на выбор предлагается множество реальных типов кораблей того периода. У игрока может быть более одного корабля, а в некоторых случаях и вовсе ни одного. Корабли различаются по стоимости в зависимости от того, насколько они хороши. Некоторые корабли нельзя купить, их нужно захватить в море. Некоторые корабли доступны только после выполнения определенных квестов.

### Основные отличия от предыдущей игры
- Появились две новые полноценные локации — Город потерянных кораблей и золотая столица ацтеков Теночтитлан.
- Убрана национальная линейка за Англию, но добавлена — Пиратская, берущаяся либо у Джекмена на Бермудах, либо у капитана Гудли в Пуэрто-Принсипе.
- Из-за недоработки анимации убраны такие виды оружия, как кастет и когти.
- Появились новые квесты и новые уникальные корабли.
- Новые типы неигровых персонажей.
- Доработанные движения при фехтовании топорами и саблями.
- Новый герой с собственной линейкой квестов и биографией.

## Критика
| Сводный рейтинг    | Сводный рейтинг |
| Агрегатор          | Оценка          |
| ------------------ | --------------- |
| Metacritic         | 61/100          |
| Иноязычные издания |                 |
| Издание            | Оценка          |
| GameStar           | 54 %            |
| GameZone           | 6,5/10          |
| IGN                | 5,7/10          |

«Корсары: Город потерянных кораблей» была встречена «смешанными отзывами» критиков, согласно сайту-агрегатору Metacritic.
Игра была рассмотрена в первом выпуске программы «Без винта» (бывш. «От винта!») от 25 марта 2008 года. Ведущие отметили атмосферу и графику: «Тёплая, предположительно, вода необычайно хорошо удалась авторам программы», — пошутил Бонус. Игра, по его словам, не только радует морскими пейзажами, но и учит разбираться в кораблях XVII века. Однако управление вызвало нарекания: «Жмешь-жмешь, жмешь-жмешь…» — комментировал Бонус разворот мановара. Гамовер обратил внимание на необычную механику диалогов, когда персонажи говорят одно, а думают другое: «Говорит: „Деньги не главное“, а думает: „Вот бы мне вырваться из нищеты“».